# 三女性
《三女性》（英語：3 Women）是罗伯特·奥尔特曼导演的一部电影，雪莉·杜瓦、茜茜·斯派塞克和贾尼丝·鲁尔主演。
故事来自奥尔特曼的一个梦，讲述女孩平姬来到加州一疗养院工作，与同事米莉同屋，一天起了冲突后跳游泳池自杀，被救后完全变了个人。最后她们的身份发生了奇特的转变。谢利·杜瓦尔获戛纳电影节最佳女演员奖。

## 演員
- 雪莉·杜瓦 飾 Mildred "Millie" Lammoreaux
- 西席·斯貝西克 飾 Mildred "Pinky" Rose
- Janice Rule 飾 Willie Hart
- Robert Fortier 飾 Edgar Hart
- Ruth Nelson 飾 Mrs. Rose
- John Cromwell 飾 Mr. Rose
- Sierra Pecheur 飾 Ms. Bunweil
- Craig Richard Nelson 飾 Dr. Maas
- Maysie Hoy 飾 Doris
- Belita Moreno 飾 Alcira
- Leslie Ann Hudson 飾 Polly
- Patricia Ann Hudson 飾 Peggy
- Beverly Ross 飾 Deidre

## 外部連結
- 互联网电影数据库（IMDb）上《3 Women》的资料（英文）
- AllMovie上《3 Women》的资料（英文）
- 爛番茄上《3 Women (1977)》的資料（英文）
- Criterion Collection essay by David Sterritt（页面存档备份，存于）